# ایسما سرو
ایسما سرو (انگلیسی: Isma Cerro؛ زادهٔ ۷ ژوئیهٔ ۱۹۹۵) بازیکن فوتبال اهل اسپانیا است.
از باشگاه‌هایی که در آن بازی کرده‌است می‌توان به باشگاه فوتبال اسپورتینگ خیخون و باشگاه فوتبال راسینگ سانتاندر اشاره کرد.